# .pt
.pt је највиши Интернет домен државних кодова (ccTLD) за Португалију. Овај домен има следеће другостепене домене:
- .com.pt: без ограничења; онлајн регистрација
- .edu.pt: образовање
- .gov.pt: влада Португалије
- .int.pt: међународне организације или дипломатске мисије у Португалији
- .net.pt: телекомуникациони провајдери
- .nome.pt: индивидуе (nome значи "име" на португалском)
- .org.pt: непрофитне организације
- .publ.pt: побликације (нпр. новине)

Од 1. јула 2005. године, могуће је користити посебне карактере, као нпр. ç, é, õ итд.
Осим за .gov.pt, португалски поддомени су веома ретки, јер су се многи људи већ били регистровали испод .pt када су нови постали доступни. Многе компаније, колеџи и људи и даље више воле да користе .pt јер се они теже добијају и лакше памте. Такође постоје недоследности: на пример, веб-сајт од Ministério dos Negócios Estrangeiros (министарства иностраних послова) није www.mne.gov.pt, већ www.min-nestrangeiros.pt.